# WHATEVER (浜崎あゆみの曲)
「WHATEVER」（ホワットエヴァー）は、日本の歌手・浜崎あゆみの6thシングル。1999年2月10日にavex traxより発売。2001年2月28日に12cmCDで再発売。

## 解説
シングルとしては前作「Depend on you」より約2か月ぶり、アルバム'『A Song for ××』が前月に発売されてチャートを賑わせている頃に発売され、初登場5位、累計19万枚を記録。
"version M" のPVは制作されたが、"version J" は、制作されていない。また、2種類のCM SPOT（"version M"・"version J"）が存在。"version J" の映像は前述のPVとは全く別のもので、オレンジを風景にしたものとなっている。なお、"version J" に関しては、アルバムにも収録されておらず、このシングルのみの収録である。

## 収録曲
1. WHATEVER "version M" [5:33]
作詞：ayumi hamasaki / 作曲：Kazuhito Kikuchi / 編曲：Izumi "D・M・X" Miyazaki
テレビ東京系『ASAYAN』1999年2月度エンディングテーマ
セブンイレブン バレンタインキャンペーン イメージソング
2. WHATEVER "version J" [4:28]
編曲：Keisuke Kikuchi
3. WHATEVER "Ferry 'System F' Corsten vocal extended mix" [6:29] ※再発盤(12cmCD)のみ
Remixed by System F
11thシングル「appears」からの再収録
4. appears "JP's Sound Factory Mix" [7:57] ※再発盤(12cmCD)のみ
Remixed by Jonathan Peters
11thシングル「appears」からの再収録
5. immature "D-Z DUAL LUCIFER MIX" [4:33] ※再発盤(12cmCD)のみ
Remixed by D-Z
11thシングル「appears」からの再収録
6. WHATEVER "version M -Instrumental-" [5:32]
7. WHATEVER "version J -Instrumental-" [4:28]

## 収録アルバム
- WHATEVER
  - 『LOVEppears』(Dub's 1999 Remix)
  - 『A COMPLETE 〜ALL SINGLES〜』(Version M)

## 収録ライブ映像
- WHATEVER
  - 『ayumi hamasaki concert tour 2000 A 第1幕』
  - 『ayumi hamasaki concert tour 2000 A 第2幕』
  - 『ayumi hamasaki STADIUM TOUR 2002 A』(メドレー)
  - 『ayumi hamasaki COUNTDOWN LIVE 2004-2005 A』
    - 『A 50 SINGLES 〜LIVE SELECTION〜』

  - 『ayumi hamasaki PREMIUM SHOWCASE 〜Feel the love〜』
  - 『ayumi hamasaki PREMIUM LIMITED LIVE A 〜夏ノトラブル〜』(ayumi hamasaki BEST LIVE BOX A)
  - 『ayumi hamasaki TROUBLE TOUR 2020 A 〜サイゴノトラブル〜 FINAL』